# Wedel
Wedel é uma cidade da Alemanha localizada no distrito de Pinneberg, estado de Eslésvico-Holsácia a dez minutos a oeste de Hamburgo. A cidade tem aproximadamente 32 000 habitantes e possui um porto no rio Elbe.

## Cidadãos notórios
- Mathias Rust (1968— ), aviador que atravessou a defesa aérea soviética e conseguiu aterrar na Praça Vermelha em Moscovo, em 1987